# Ayrton Senna Foundation
Die Ayrton Senna Foundation ist eine Gesellschaft mit Sitz in London,  die zum Ziel hat, die Lizenzrechte am Namen Ayrton Senna sowie der Handelsmarke Senna zu verwalten und Kontakte im europäischen Raum mit interessierten Lizenznehmern zu pflegen.

## Geschichte
Ein halbes Jahr nach dem tödlichen Unfall Ayrton Sennas gegründet, hatte dieses Unternehmen von Beginn an den Auftrag, die im Ausland bestehenden Lizenzverträge in Verbindung mit dem Image des dreifachen Formel-1-Weltmeisters zu verwalten.
Julian Jakobi, einst Sennas Manager, zeichnete für die Gründung des Unternehmens verantwortlich und war die treibende Kraft hinter zahlreichen Verträgen, die durch diesen Sitz nach europäischem Recht abgeschlossen werden konnten.
Der Vorstand der Ayrton Senna Foundation besteht aus Ayrtons Schwester Viviane als Vertreterin der Familie Senna da Silva, Jakobi selbst und auch den beiden letzten Teamchefs des Brasilianers, Ron Dennis und des mittlerweile verstorbenen Sir Frank Williams. Bernie Ecclestone hat die Patenschaft für das Unternehmen übernommen.

## Arbeit und Ziele
Seit ihrer Gründung konnte die Ayrton Senna Foundation mehrere beachtliche Erfolge erzielen. Ihr Aufgabenbereich erstreckt sich von strategischen Allianzen bis hin zum Abschluss neuer kommerzieller Vereinbarungen mit Lizenznehmern, was die Person Ayrton Senna, die Zeichentrickfiguren Senninha und Senninha Baby sowie die Handelsmarke Senna und Ablegerprodukte betrifft.
100 % der Royalties solcher Vereinbarungen fließen in die Projekte der Gesellschafterin, des Instituto Ayrton Senna. Die Ayrton Senna Foundation ist seit ihrer Gründung mit folgenden europäischen Unternehmen Partnerschaften eingegangen:
- TAG Heuer Armbanduhren
- Bell Helmets Europe, Helme
- Ducati Motorräder
- Abbate Motorboote
- Montegrappa Schreibgeräte
- MV Agusta Motorräder